# Gregorio Mimica Argote
Gregorio "Goyo" Mimica Argote (20 de diciembre de 1950, Argentina - desaparecido en Santiago de Chile en septiembre de 1973; sus restos fueron identificados en 2011) fue un detenido desaparecido durante la dictadura militar de Augusto Pinochet.

## Biografía
Nació en Argentina en 1950. Luego que su familia se trasladara a Chile, hizo su enseñanza media en el Liceo n.º 6 de Santiago (hoy, Liceo Andrés Bello) y más tarde ingresó a estudiar ingeniería mecánica en la Universidad Técnica del Estado (UTE, Sede Santiago). Durante sus estudios se destacó como dirigente estudiantil y llegó a ocupar la presidencia del Centro de Alumnos de la Escuela de Ingenieros de Ejecución. Su personalidad jovial, amistosa, generosa y solidaria le atrajo a Mimica afecto entre sus coetáneos.
Ante el Golpe de Estado en Chile de 1973 (11 de septiembre), Mimica decidió quedarse en la UTE como parte de un grupo de aproximadamente mil estudiantes, funcionarios y académicos encabezados por el rector de la universidad, don Enrique Kirberg. Al día siguiente fueron tomados prisioneros por las fuerzas militares que rodearon, balearon, cañonearon y asaltaron la universidad. Fue llevado al Estadio Chile junto al resto de los detenidos en la UTE; poco después fue dejado en libertad. El 14 de septiembre de 1973 fue detenido por segunda vez, en su hogar y en presencia de su familia, por una patrulla militar de 14 hombres y permaneció en condición de detenido-desaparecido hasta el año 2011 (ver más abajo).
El año 1994 los restos de Goyo fueron encontrados y erróneamente identificados como pertenecientes al académico de la Universidad de Chile Enrique París, también desaparecido en 1973. La familia París enterró los restos en ceremonia pública y Goyo continuó en calidad de detenido desaparecido.
El año 2000 se conoció el testimonio del exmilitar Pedro Rodríguez, quien señaló que Mimica fue interrogado y asesinado de un balazo en una sala del segundo piso del histórico edificio de la Escuela de Artes y Oficios (EAO), que pertenecía a la UTE y que es Monumento Nacional (Av. Ecuador 3659, Santiago). De común acuerdo entre un grupo de exalumnos de la UTE, la Federación de Estudiantes de la Universidad de Santiago de Chile y las autoridades de la USACH, se decidió entonces colocar una placa recordatoria en la sala donde se cree fue asesinado Mimica. La placa fue descubierta en septiembre de 2000, en presencia del Rector de la USACH, durante un acto multitudinario efectuado en el patio de la EAO donde se encuentra la sala. Este acto dejó de manifiesto la relevancia de Mimica tanto para el movimiento estudiantil chileno como también para el mundo académico.
El 7 de abril de 2011, tras 38 años de desconocerse su paradero, el Juez Alejandro Solís, tras una investigación iniciada por el juez Juan Guzmán, identificó los restos de Goyo mediante exámenes de ADN. Su familia pudo entonces proceder a sepultarlo en el patio 26 del Cementerio General de Santiago.

## Homenajes
Durante el año 2008 se creó un blog en homenaje a Goyo, que contiene imágenes, vínculos, testimonios y actividades realizadas - y que continúan realizándose - en torno a la memoria de Goyo. 
Hoy en día el legado de Gregorio Mimica está vivo en la USACH, en parte importante representado en la Base de las Juventudes Comunistas que componen los estudiantes de Ingeniería, que lleva su nombre.
Durante abril de 2011, dos videos acerca de Gregorio Mimica fueron subidos a Youtube.
En junio de 2011 fue presentado el libro "Memorias de la República", del escritor Mario Valdovinos, publicado por la Editorial USACh. Esta obra tiene por protagonista principal a Goyo Mimica. El lanzamiento fue efectuado en el Salón de Honor de la Universidad de Santiago de Chile.
El 30 de julio de 2011 se efectuó una romería a la tumba de Goyo en el Cementerio General de Santiago, a la que asistieron numerosos compañeros de estudios y de ideales.
El año 2012 recibe un reconocimiento póstumo de las Juventudes Comunistas de la Universidad de Santiago (ex-UTE) en el marco de los 100 años del Partido Comunista de Chile.
En el año 2014, en las dependencias del Liceo Andrés Bello, se crea el Colectivo Gregorio Mimica (CGM) por estudiantes del mismo liceo con el fin de homenajear a "Goyo" y organizarse como unidad, así haciéndose presente en la lucha estudiantil por la educación de Chile.